# La Mascotte de l'armée
Pour plus de détails, voir Fiche technique et Distribution.
La Mascotte de l'armée (The Army Mascot) est un court-métrage d'animation américain des studios Disney avec Pluto, sorti le 22 mai 1942.

## Synopsis
Pluto, passant devant une base militaire, bave d'envie devant le traitement réservé aux animaux mascottes des régiments, abondamment nourris. Il décide de prendre  la place de l'une d'entre elles : un bouc...

## Fiche technique
- Titre original : The Army Mascot
- Titre français : La Mascotte de l'armée
- Série : Pluto
- Réalisation : Clyde Geronimi assisté de Don A. Duckwall (non crédité)
- Scénario : Carl Barks et Jack Hannah
- Production : Walt Disney
- Société de production : Walt Disney Productions
- Sociétés de distribution : Buena Vista Distribution et RKO Radio Pictures
- Musique : Frank Churchill
- Format : Couleur (Technicolor) - 1,37:1 - Son mono (RCA Photophone)
- Durée : 7 min
- Langue :  Anglais
- Pays de production :  États-Unis
- Date de sortie :
  - États-Unis : 22 mai 1942

## Voix originales
- Pinto Colvig : Pluto

## Voix françaises
- Roger Carel : Narration traductive / Un soldat
- Michel Vocoret, Philippe Dumat et Roger Lumont : des soldats